# قطف الأزهار المتناثرة في الأخبار المتواترة
قطف الأزهار المتناثرة في الأخبار المتواترة للإمام الحافظ جلال الدين السيوطي (849-911هـ) كتاب جمع فيه الأحاديث المتواترة التي رواها من الصحابة عشرة فصاعداً، وقد اختصره المؤلف من كتابه «الفوائد المتكاثرة في الأخبار المتواترة» الذي استوعب فيه طرق كل حديث وألفاظه، فجاء كتاباً حافلاً، قال الإمام السيوطي:

## أبواب الكتاب
رتب الإمام السيوطي الكتاب على أبواب:
- كتاب العلم
- كتاب الإيمان
- كتاب الطهارة
- كتاب الصلاة
- كتاب الزكاة
- كتاب الصوم
- كتاب الحج
- كتاب الأدب
- كتاب المناقب
- كتاب البعث